# 1553 en science
| Années de la science : 1550 - 1551 - 1552 - 1553 - 1554 - 1555 - 1556    |
| Décennies de la science : 1520 - 1530 - 1540 - 1550 - 1560 - 1570 - 1580 |

Cet article présente les faits marquants de l'année 1553 en science.

## Événements
- Archéologie : découverte de la chimère d'Arezzo, statue étrusque en bronze[1].

## Publications
- Giovan Battista Bellaso : La Cifra del Sig (Venise), ouvrage de cryptologie ;
- Pierre Belon :
  - De aquatilibus libri duo cum iconibus ad vivam ipsorum effigiem quoad ejus fieri potuit expressis [« Deux livres sur les êtres aquatiques, avec des images les représentant vivants autant qu’il a été possible »], Ch. Estienne, Paris, 1553,
  - Les observations de plusieurs singularitez et choses mémorables trouvées en Grèce, Asie, Judée, Égypte, Arabie et autres pays estranges, rédigées en trois livres, G. Corrozet, Paris, 1553,
- Giovanni Battista Benedetti : Resolution omnium Euclidis problematum ;
- Michel Servet : Christianismi Restitutio (Restitution du christianisme), ouvrage théologique dans lequel il décrit la petite circulation du sang[2] ;
- Joannes Stadius : Ephemeris J. Stadii, anni 1554-1557, Venise, 1553-1556 [British Library].

## Naissances

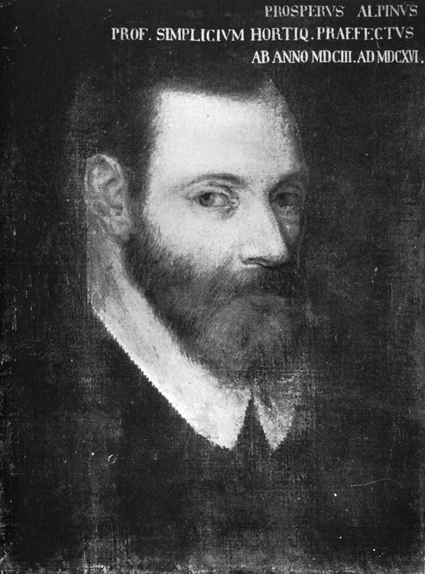
Prospero Alpini

- 5 juin : Bernardino Baldi (mort en 1617), savant et écrivain italien.
- 23 novembre : Prospero Alpini (mort en 1617), médecin et botaniste italien.

- Robert Hues (mort en 1632), mathématicien et géographe anglais.
- Thomas Muffet (mort en 1604), médecin et naturaliste anglais.
- Ludovic Nunez (mort après 1645), médecin flamand.
- Luca Valerio (mort en 1618), mathématicien italien.

## Décès
- 19 février  : Erasmus Reinhold (né en 1511), astronome et mathématicien allemand.
- 8 août : Girolamo Fracastoro (né en 1478 ou 1483), médecin, poète et humaniste italien.
- 27 octobre : Michel Servet (né en 1511), théologien et médecin d'origine espagnole.

- Pierre Desceliers (né en 1500), cartographe français considéré comme le père de l’hydrographie française.